# Raïon de Voskressenskoïe (oblast de Nijni Novgorod)
Le raïon de Voskressenskoïe (en russe : Воскресе́нский райо́н), est un raïon russe de l'oblast de Nijni Novgorod, dont le centre administratif est la commune urbaine de Voskressenskoïe.

## Géographie
Le'raïon de Voskressenskoïe est situé au nord-est de l`oblast de Nijni Novgorod, à la frontière avec la républiques des Maris.
La superficie du raïon est  3 554,5 km2.
Le raïon est traversé par la rivière Vetlouga. Plusieurs lacs se trouvent sur le territoire du raïon., dont le plus connu est le lac Svetoyar, dont, d’après une légende, les flots auraient englouti la ville mythique de Kitej

## Climat
Le territoire du raïon de Voskressenskoïe est situé dans la zone climat continental russo-polonals. La. La température moyenne en janvier est de −13°C, les minimums absolus descendent à -47°C. Juillet +18°C avec des maximales absolues jusqu'à +37°C. La température moyenne annuelle de l'air est positive (+4C). Les précipitations annuelles moyennes sont de 500 à 550 mm. Le bilan hydrique annuel est positif.

## Histoire
Les plus anciens habitants du raïon de Voskressenskoïe étaient les Maris. Le village de Voskressenskoïe  est mentionné pour la première fois, sous le nom de  Ilïnskoïe, en 1614. Par la réforme administrative 1775 Voskressenskoïe est devenu partie de l’ouezd de Makarïevo  Gouvernement de Nijni Novgorod. Au début du XXe siècle, en 1918. Le raïon de Voskressenskoïe était créé. C'était l'une des zones reculées de l’oblast de Nijni Novgorod. L'ensemble de son territoire était un espace forestier continu. Les rivières étaient pratiquement le seul moyen de transport.
En 1923 le raïon de Voskressenskoïe fut dissous, son territoire étant- intégré dans le raïon de Krasnye Baki ; pour être recrée en 1929. Eh 1939 une partie du territoire fut transférée au raïon de Zavetlujnsk, nouvellement créé, pour revenir ‘à l’état antérieur en 1957
La principale source de revenus du district de Voskresensky étaient les forêts. Par conséquent, un trait caractéristique de la période d’après-guerre fut la réorganisation de l’industrie du bois dans la région. Plus tard, à cause de la déforestation importante, des restrictions importantes concernant l’exploitation des forêts furent introduites.

## Démographie
Le raïon de Voskressenskoïe avait une population de 16 661 habitants en 2021.
| 1920   | 1939   | 1959   | 1970   | 1979   | 1989   | 2002   |
| ------ | ------ | ------ | ------ | ------ | ------ | ------ |
| 19 300 | 41 061 | 59 626 | 44 520 | 34 168 | 29 360 | 25 083 |

| 2003   | 2006   | 2009   | 2010   | 2011   | 2012   | 2013   |
| ------ | ------ | ------ | ------ | ------ | ------ | ------ |
| 25 012 | 22 568 | 22 158 | 21 645 | 21 501 | 21 177 | 20 760 |

| 2014   | 2015   | 2016   | 2017   | 2018   | 2019   | 2021   |
| ------ | ------ | ------ | ------ | ------ | ------ | ------ |
| 20 463 | 20 018 | 19 765 | 19 760 | 19 735 | 19 459 | 16 661 |

## Administration
En 1923 le'raïon de Voskressenskoïe acompte 163 localités, groupées én 11 unités administratives
| Unité administrative territoriale            | Centre administratif | Nombre de villages | Nombre d’ habitants | Superficie (km²). |
| -------------------------------------------- | -------------------- | ------------------ | ------------------- | ----------------- |
| agglomération de type urbain Voskressenskoïe | Voskressenskoïe      | 3                  | 6899                | 10.07             |
| Selsoviet de Blagovechtchenie                | Astachikha ikha      | 20                 | 577                 | 200,00            |
| Selsoviet de Bogorodskoïe                    | Bogorodskoïe         | 27                 | 1765                | 542,74            |
| Selsoviet d'Egorovsky                        | Egorovo              | 8                  | 429                 | 158,59            |
| Selsoviet de Gloukhovsky                     | Gloukhovo            | 17                 | 1324                | 513.60            |
| Selsoviet de Kapoustikha                     | Voskressenskoïe      | 11                 | 842                 | 263.04            |
| Selsoviet de Nakhratovo                      | Marfino              | 19                 | 907                 | 273,95            |
| Selsoviet Nestary                            | Nestary              | 8                  | 377                 | 249,54            |
| Selsoviet de Starouste                       | Starouste            | 9                  | 779                 | 300,25            |
| Selsoviet de Vladimirskoïe                   | Vladimirskoïe        | 18                 | 1164                | 179.00            |
| Selsoviet de Vozdvizhensky                   | Vozdvizhenskoe       | 23                 | 1598                | 863.72            |